# Todirostre à queue fourchue
Hemitriccus furcatus
Espèce
Statut de conservation UICN

 VU  : Vulnérable
Le Todirostre à queue fourchue (Hemitriccus furcatus) est une espèce de passereau de la famille des Tyrannidae,.

## Distribution
Cet oiseau vit au sud-est du Brésil (État de Rio de Janeiro, sud de l'État de Minas Gerais et nord-est de l'État de São Paulo),,.